# Saxifraga fortunei
Saxifraga fortunei es una especie de planta fanerógama perteneciente a la familia Saxifragaceae, es nativa de Asia.

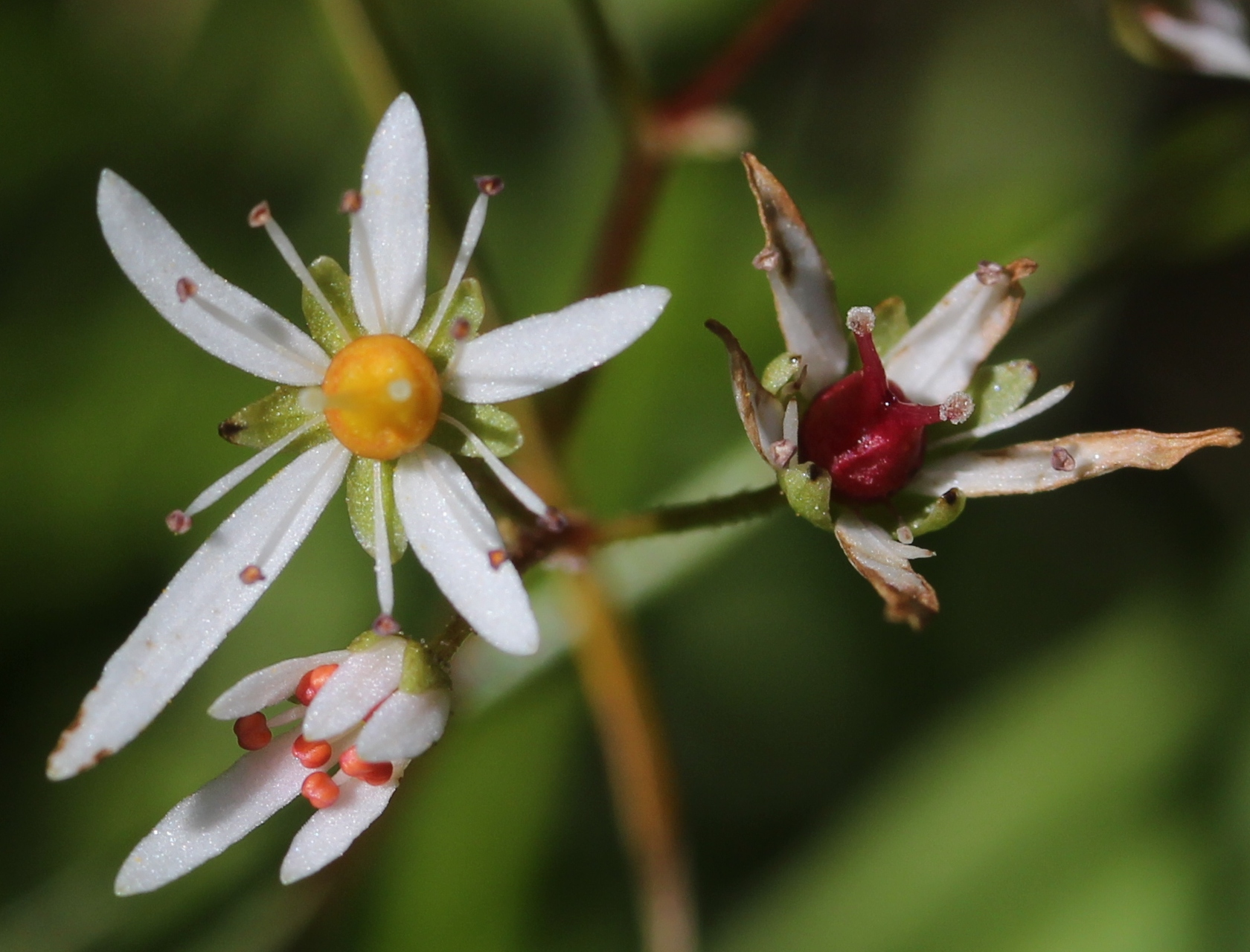
Vista de la flor

## Taxonomía
Saxifraga fortunei fue descrita por William Jackson Hooker y publicado en Botanical Magazine, pl. 5377. 1863.
Etimología
Saxifraga: nombre genérico que viene del latín saxum, ("piedra") y frangere, ("romper, quebrar"). Estas plantas se llaman así por su capacidad, según los antiguos, de romper las piedras con sus fuertes raíces. Así lo afirmaba Plinio, por ejemplo.
fortunei: epíteto otorgado en honor del botánico Robert Fortune.
Sinonimia
- Saxifraga acerifolia  Wakab. & Satomi
- Bergenia fortunei  Stein
- Saxifraga jotanii  Honda  - en parte
- Saxifraga mutabilis  Koidzumi
- Sekika fortunei (Hook. f.) Hara in Nakai & Honda, Nova Fl. Jap. No. 3, Saxifragac. 36. 1939.[2][3]